# Johannes Albertus Boer

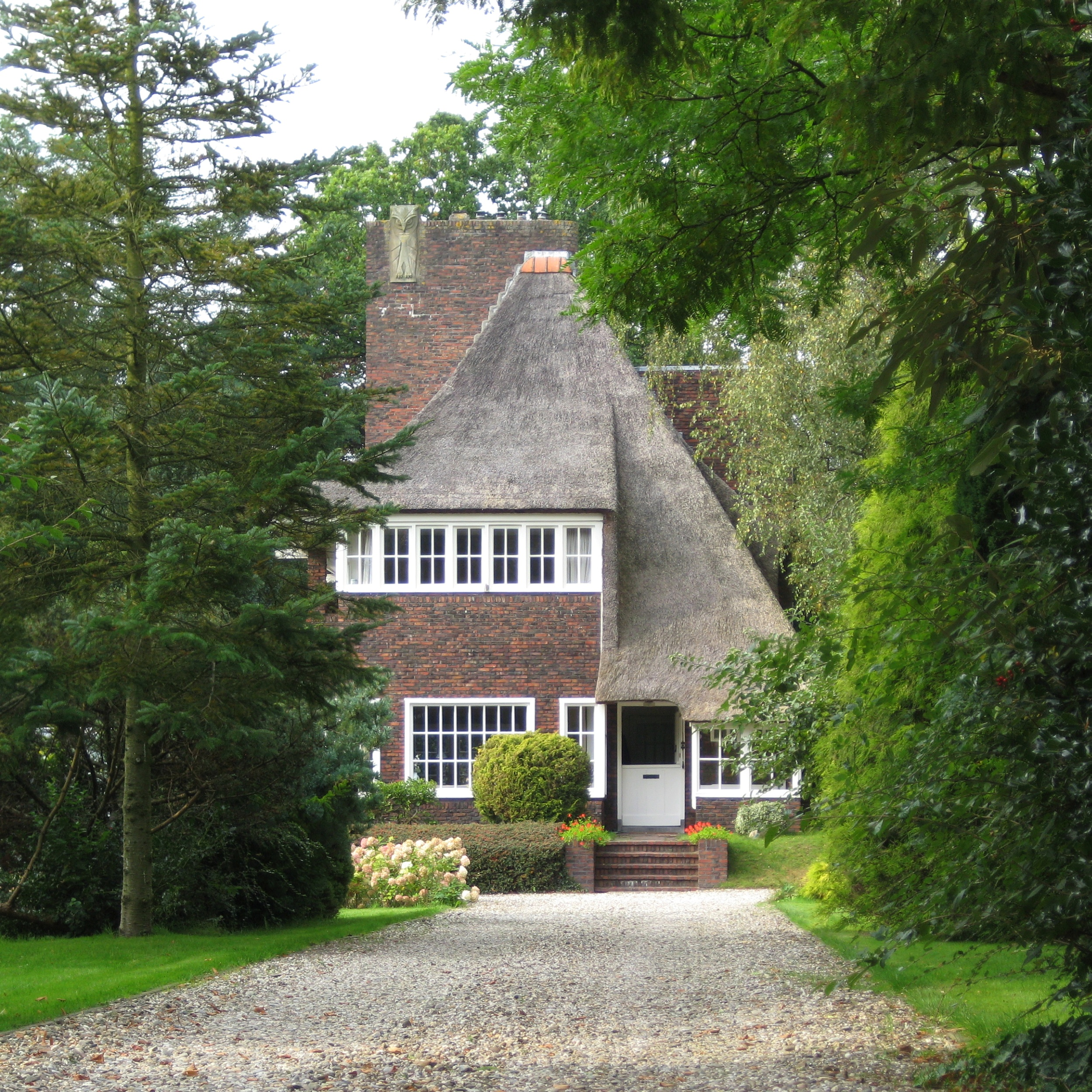
Villa Het Uilennest (1928) aan de Stationsweg in Haren (2010)

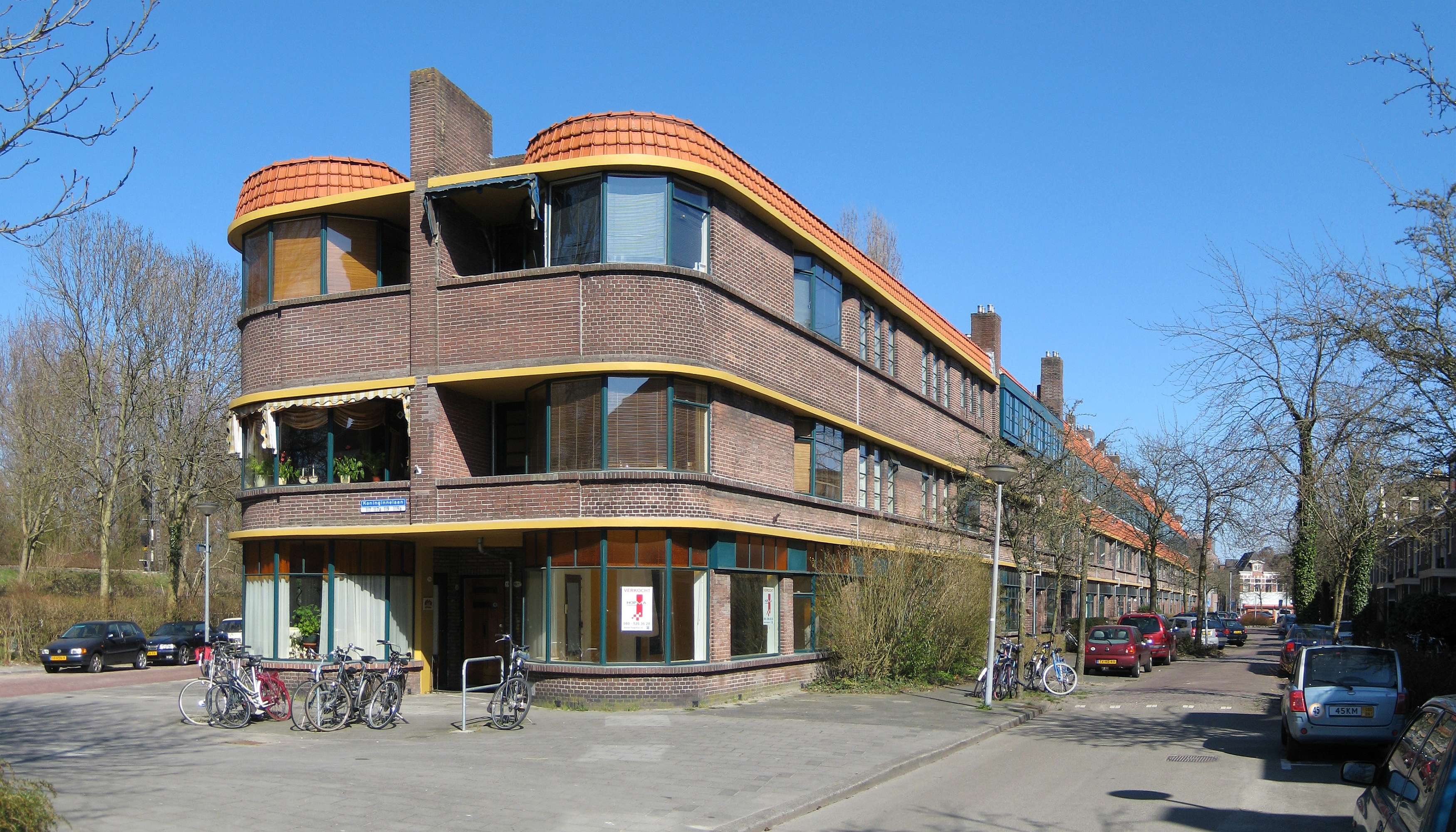
Het Pythagorascomplex (1930) in Groningen (2011)

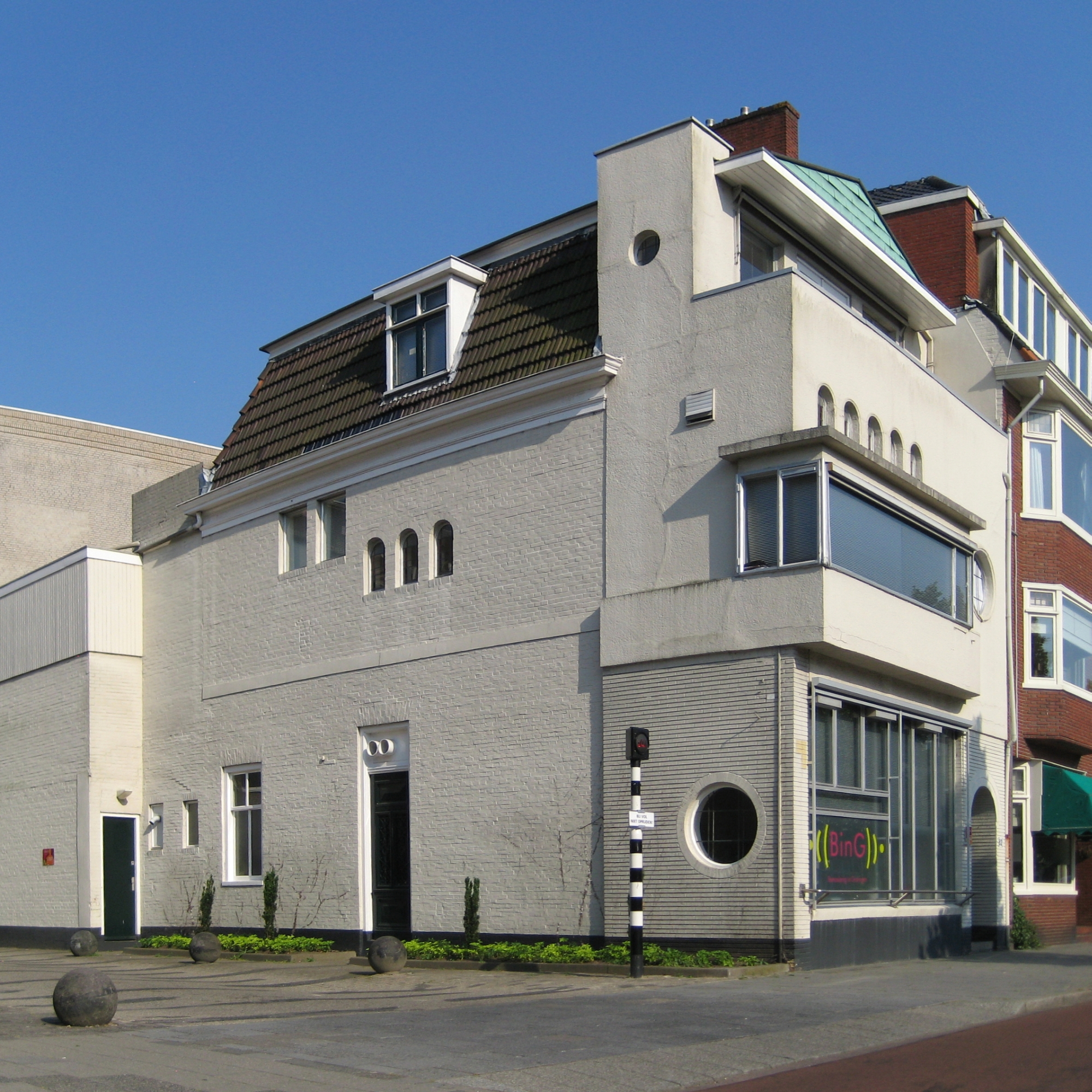
Jo Boers woon-werkhuis (1939) aan de Hereweg in Groningen (2010)

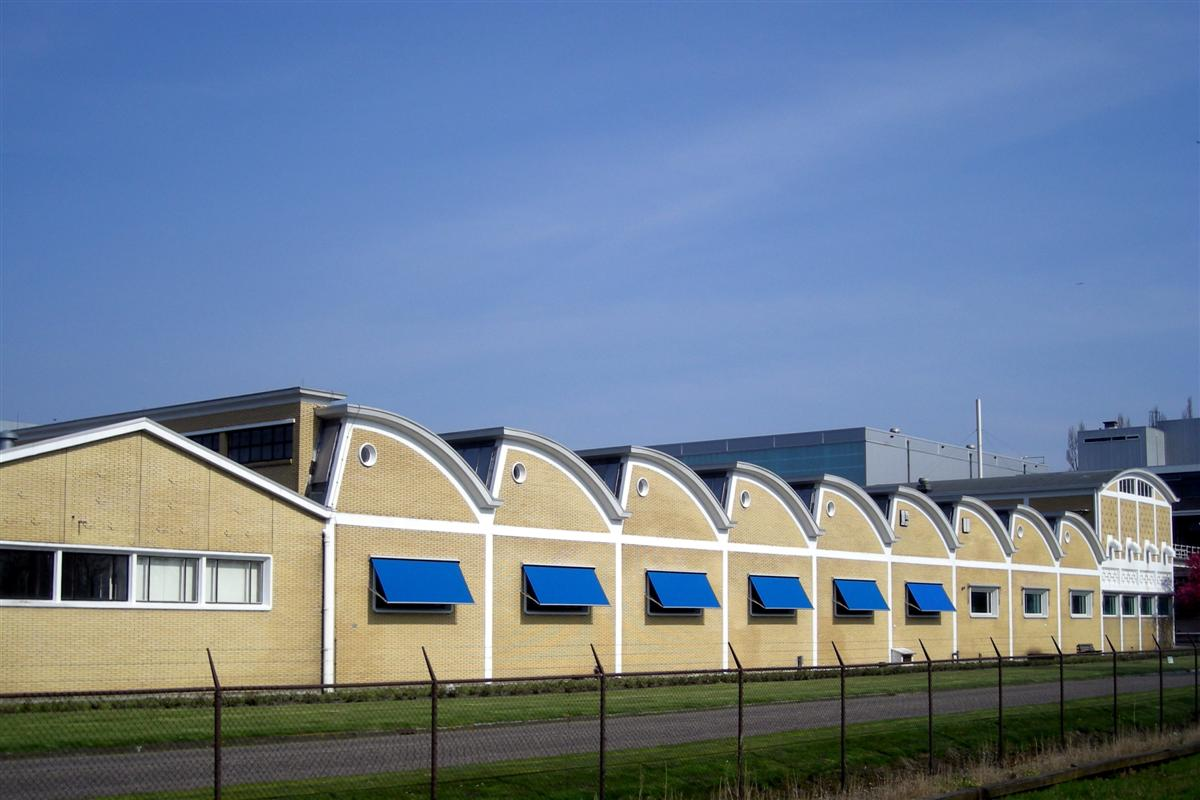
De Tonnemafabriek (1954) in Sneek in 2010

Johannes Albertus (Jo) Boer (Groningen, 22 februari 1895 - aldaar, 12 februari 1971), in vakliteratuur meestal J.A. Boer genoemd, was een Nederlandse architect.

## Leven en werk
Jo Boer woonde en werkte zijn hele leven in de stad Groningen, waar hij tussen 1926 en 1956 een groot aantal gebouwen ontwierp, waaronder verschillende grote woningcomplexen, vooral in de Korrewegwijk. Tot de bekendste daarvan behoren zijn woningen rondom het Bernouilliplein (1926). Ook het Pythagorascomplex (1930) in de Oranjewijk is van zijn hand. Daarnaast ontwierp Boer in Groningen onder meer het Noorderbad (1933) en theater De Beurs (1938) aan het Akerkhof. Aan de Hereweg ontwierp hij zijn eigen woon-werkhuis (1939). Ook buiten Groningen was Boer actief: hij tekende onder meer landhuizen en villa's in Haren en Sneek. In die laatste plaats ontwierp hij eveneens de fabriek van de snoepgoedfabrikant Tonnema (1954).
In zijn werk liet Boer zich vooral inspireren door de Amsterdamse School en de nieuwe zakelijkheid. Een aantal van zijn bouwwerken is aangewezen als rijksmonument, verscheidene andere staan op de monumentenlijst van de gemeente Groningen.
Op 12 februari 1971 belandden Boer en zijn vrouw met hun auto tijdens een uitwijkmanoeuvre tegenover het Groninger Hoofdstation in het Verbindingskanaal. Pogingen van omstanders en de brandweer om hen te redden liepen op niets uit: beiden kwamen om het leven.

## Werken (selectie)
- 1926: Woningcomplex aan de Korreweg, Groningen[7]
- 1925-1928: Woningcomplex aan het Bernouilliplein, Groningen[8]
- 1928: Villa Het Uilennest, Haren[1]
- 1930: Pythagorascomplex, Groningen[2]
- 1930: Woning- en winkelcomplex aan de Korreweg, Groningen[9]
- 1932: Woningcomplex aan de Helperwestsingel, Groningen[10]
- 1932: Woningcomplex aan de Heymanslaan, Groningen[11]
- 1932: Woningcomplex aan het Winschoterdiep, Groningen[12]
- 1932: Dubbel landhuis aan de Veenweg, Groningen[13]
- 1933: Noorderbad, Groningen[14]
- 1933: Winkelwoning aan de Oppenheimstraat, Groningen[15]
- 1933: Landhuis Gedong Soebang, Haren[16]
- 1934: Apotheek met woningen aan het Damsterdiep, Groningen[17]
- 1935: Woningcomplex aan de Hamburgerstraat, Groningen[18]
- 1937: Villa Lindenhoek, Sneek[19]
- 1937: Villa aan de Rijksstraatweg, Haren[20]
- 1938: Theater De Beurs aan het Akerkhof, Groningen[21]
- 1938: Grafmonument J.G. Boer (vader van J.A. Boer), begraafplaats Esserveld, Groningen[22][23]
- 1938-1939: Eigen woon-werkhuis aan de Hereweg, Groningen[3]
- 1940: Gasthuis aan de Gasthuisstraat, Groningen[24]
- 1940: Winkel met bovenwoning aan het Gedempte Zuiderdiep, Groningen[25]
- 1949: Bakkersvakschool aan de Pelsterstraat, Groningen[26]
- 1952: Woonhuis aan het Zuiderpark, Groningen[27]
- 1954: Tonnemafabriek, Sneek[4]